# Мирошниченко, Николай Михайлович
Никола́й Миха́йлович Мирошниче́нко (21 февраля [6 марта] 1913, с. Уразово, Воронежская губерния — 31 октября 1993, Воронеж) — советский партийный, государственный деятель, первый секретарь Воронежского обкома КПСС (1967—1971).

## Биография
В 1934 г. окончил Воронежский зоотехническо-ветеринарный институт.
- 1934—1935 гг. — ветеринар врач-эпизоолог Борисоглебской межрайонной ветеринарно-бактериологической лаборатории Наркомата земледелия СССР,
- 1935—1936 гг. — ветеринарный врач срочной службы артиллерийского полка Московской пролетарской стрелковой дивизии,
- 1936—1937 гг. — старший ветеринар врач районного земельного отдела исполнительного комитета Новоусманского районного Совета депутатов трудящихся,
- 1937—1941 гг. — главный ветеринарный врач Ветеринарной управы земельного отдела исполнительного комитета Воронежского областного Совета депутатов трудящихся,
- Участник Великой Отечественной войны. С 1941 г. — начальник армейского ветеринарного лазарета № 329 50-й армии Брянского, Западного, 1, 2, 3-го Белорусского фронтов. С 1945 г. — начальник того же лазарета в Восточносибирском военном округе, г. Красноярск.
- 1946—1949 гг. — директор Воронежской областной опытной станции по ветеринарии Министерства сельского хозяйства СССР,
- 1949—1953 гг. — управляющий Воронежским трестом животноводческих совхозов Министерства мясной и молочной промышленности СССР,
- 1953—1962 гг. — заместитель заведующего, заведующий отделом, секретарь (с 1961) Воронежского областного комитета КПСС,
- 1962—1967 гг. — председатель Воронежского областного исполнительного комитета,
- 1967—1971 гг. — первый секретарь Воронежского областного комитета КПСС,
- 1971—1977 гг. — старший преподаватель кафедры управления колхозами и совхозами Воронежского сельскохозяйственного института.

Депутат Совета Союза Верховного Совета СССР 8 созыва (1970-1974). Депутат Верховного Совета РСФСР 6-го (1963—1967) и 7-го (1967—1971) созывов.
С 1977 г. на пенсии.

## Награды и звания
Награждён орденами Ленина, Трудового Красного Знамени, Красной Звезды (11.1.1943), Отечественной войны II степени (1.7.1944), «Знак Почёта».